# Vallabha
Vallabha o Vallabhācārya (Pampāraṇya, 1479 – Benares, 1531) è stato un teologo e filosofo indiano vedāntico viṣṇuita-kṛṣṇaita, nonché il fondatore della scuola dello Rudra-sampradāya, anche Vallabha sampradāya, propugnatrice della dottrina detta dello śuddhādvaitavāda ("dottrina del non-dualismo [assolutamente] puro").

## Biografia

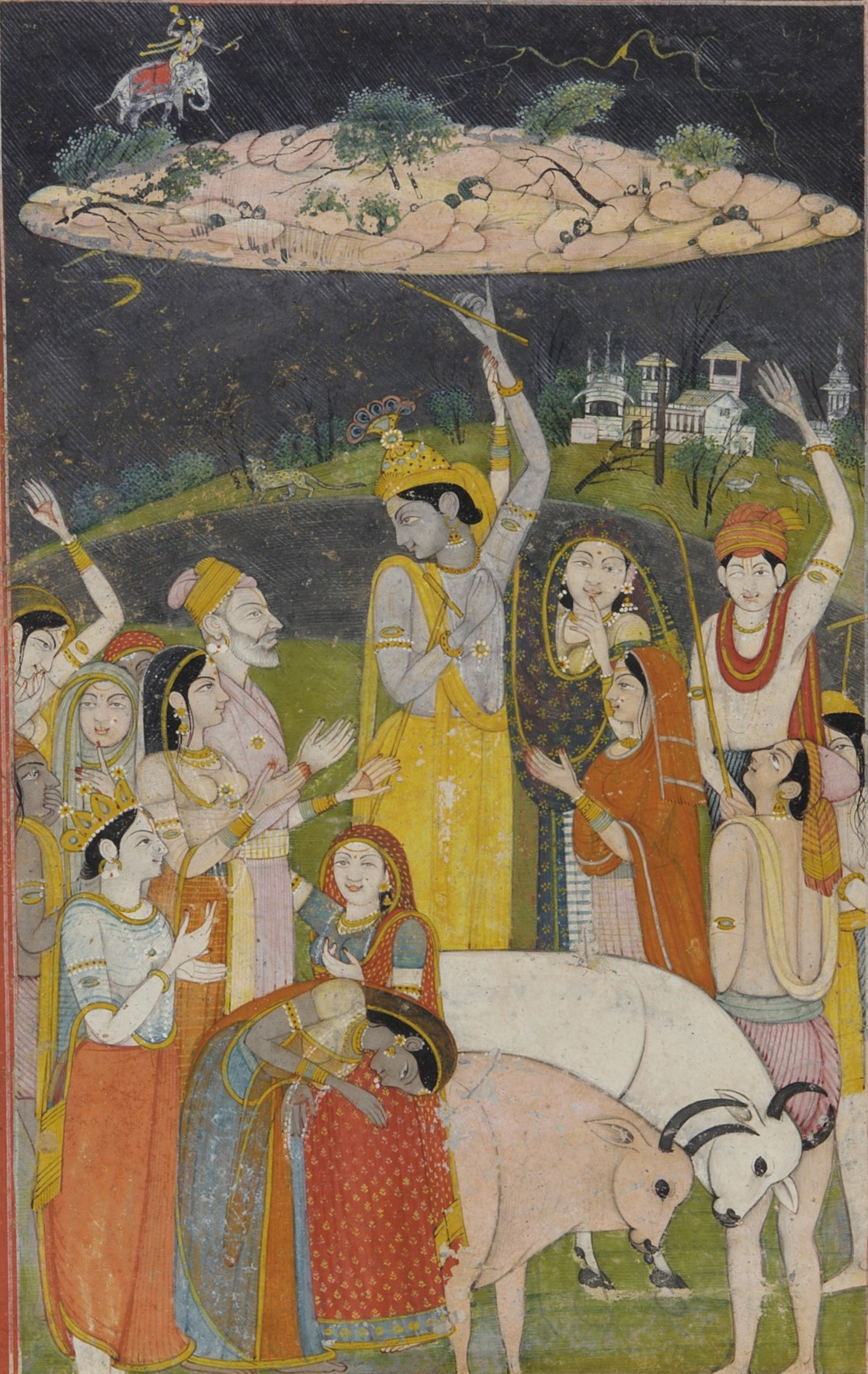
Kṛṣṇa solleva la collina Govardhana (1790; attribuito a Mola Ram, 1760-1833).

Vallabha nacque nel 1479 (la datazione tradizionale vuole il 1481 ) a Pampāraṇya (nei pressi di Benares) in una famiglia di brahmani del lignaggio di Yajñanārāyaṇa Bhaṭṭa, originari delle regioni centro-meridionali parlanti il telugu che si recavano a Benares per un pellegrinaggio. Trascorse a Vārānasí la sua infanzia, dedicandosi con precoce successo allo studio e all'interpretazione della letteratura religiosa, in particolar modo del Bhāgavatapurāṇa testo particolarmente esegetico e devoto della figura di Kṛṣṇa. I suoi maestri, tra questi Trirammalaya, Andhanārayaṇadīkṣita e Madhāvayatīndra, erano tutti seguaci della scuola vedāntica fondata da Madhva.
Compì presto diversi pellegrinaggi presso i luoghi sacri indicati nelle scritture, incontrando e disputando con diversi esegeti dell'epoca, soprattutto seguaci delle dottrine di Śaṅkara contro i quali difese il primato della devozioni religiosa (bhakti) rispetto alla pratica della retta conoscenza (jñāna) da questi predicata. A seguito di una di queste dispute gli fu offerta la guida (ācārya) della scuola religiosa fondata Viṣṇusvāmī (XIII secolo?). Un'esperienza mistica è alla base della fondazione della scuola di Vallabha, il Vallabha sampradāya: quando soggiornava nella regione del Vraja (in bengalese Braj, si intende quel distretto nei pressi di Mathurā), Kṛṣṇa apparve a Vallabha impartendogli il brahmasambandha mantra, ovvero quel mantra attraverso il quale gli uomini possono avere un rapporto diretto (sambandha) con il Brahman, la Realtà assoluta. Tale mantra corrisponde ancora oggi alla formula di iniziazione (dīkṣā) a questo sampradāya.
Sempre nella medesima regione, Vallabha rinvenne l'icona in pietra di Kṛṣṇa-Govardhanadhara ("Sorrettore del Govardhana", anche Govardhananāthajī, abbreviato in Srī Nāthajī), ovvero di Kṛṣṇa che solleva la collina del Govardhana per proteggere i suoi devoti dall'ira di Indra così come narrato nel Bhāgavata Purāṇa (X, 24, 35):
Gopa-viśrambhaṇaṁ gatah 

śailo 'smīti bruvan Bhuri 

balim Adad Brhad-vapuh»
(Bhāgavata Purāṇa X, 24, 35)
L'immagine sacra di Kṛṣṇa-Govardhanadhara è quindi la principale immagine devozionale per questo sampradāya
Dopo queste esperienze mistiche, Vallabha si sposò ed ebbe due figli, Gopinātha (1512-1543) e Vitthalanātha (1516-1586) i quali gli succedettero, rispettivamente, nella guida della sua scuola. Agli otto figli di Vitthalanātha si devono i differenti rami della scuola la cui guida rimase ereditaria per discendenza maschile (questi appellati come mahārāja).
Negli ultimi anni della sua vita abbracciò, come vuole la tradizione religiosa hindũ, lo stato (āśrama) di saṃnyāsa.

## Dottrine
Vallabha è, tra gli ācārya vedāntin, l'ultimo commentatore del  Brahmasūtra. La dottrina centrale del suo insegnamento è detta śuddhādvaita (non dualismo puro) in quanto rifiuta la descrizione advaita di Śaṅkara, considerata "non-pura" laddove quest'ultimo intende māyā opporsi al Brahman: māyā è, per Vallabha, dipendente dal Brahman, non è da lui separabile in alcun modo. Così anche gli jīva, il kāla e la prakṛti, tutti coeterni nel Brahman, tutti da lui dipendenti, tutti da lui non separabili.
Il Brahman dispone degli attributi di sat (essere), cit (coscienza) e ānanda (beatitudine). È nirguṇa, solo in quanto non dispone di attributi ordinari ma solo "straordinari".
La personificazione del Brahman è il Kṛṣṇa che si manifesta nella Bhagavadgītā e tema centrale del Bhāgavatapurāṇa. Kṛṣṇa è quindi il Brahman che prende coscienza (jñāna) e agisce (kriyā), manifestando quindi il cosmo semplicemente con la volontà.
Kṛṣṇa non possiede alcun corpo fisico, ma lo assume per soccorrere i suoi devoti che altro non sono che quei jīva, ovvero parti di lui, i quali tuttavia hanno dimenticato di appartenergli e quindi vagano senza né vero scopo né meta nel ciclo del saṃsāra finché non si ridestano alla Verità ultima, ovvero a Kṛṣṇa, che quindi li soccorre, manifestandosi a loro.
Il mondo materiale, la prakṛti, è quindi il Brahman detentore di sat (essere), ma privo di cit (coscienza) e di ānanda (beatitudine), qui vagano gli jīva oscurati dalla nescienza (avidyā) detti saṃsārin finché non divengono mukta, liberati, riacquistando la loro vera natura, quindi la conoscenza (vidyā). Il mondo materiale, per Vallabha e a differenza di Śaṅkara, non è irreale, è irreale solo la sua presenza da noi esperita (pratīti).
La liberazione (mukti) si consegue con la bhakti, la devozione nei confronti di Kṛṣṇa, la personificazione del Brahman, che risponde con la stessa per opera della sua "grazia" nutrendo l'anima del devoto, da qui il termine puṣṭimārga ("via dell'arricchimento") con cui volentieri i seguaci di Vallabha appellano le sue dottrine.
Lo scopo ultimo della liberazione è tuttavia il ritorno ai giochi eterni tra Kṛṣṇa e i suoi jīva, là nello spirituale Vṛndāvana.

## Opere
- Bhaktivardhinī